# Captain’s Tower

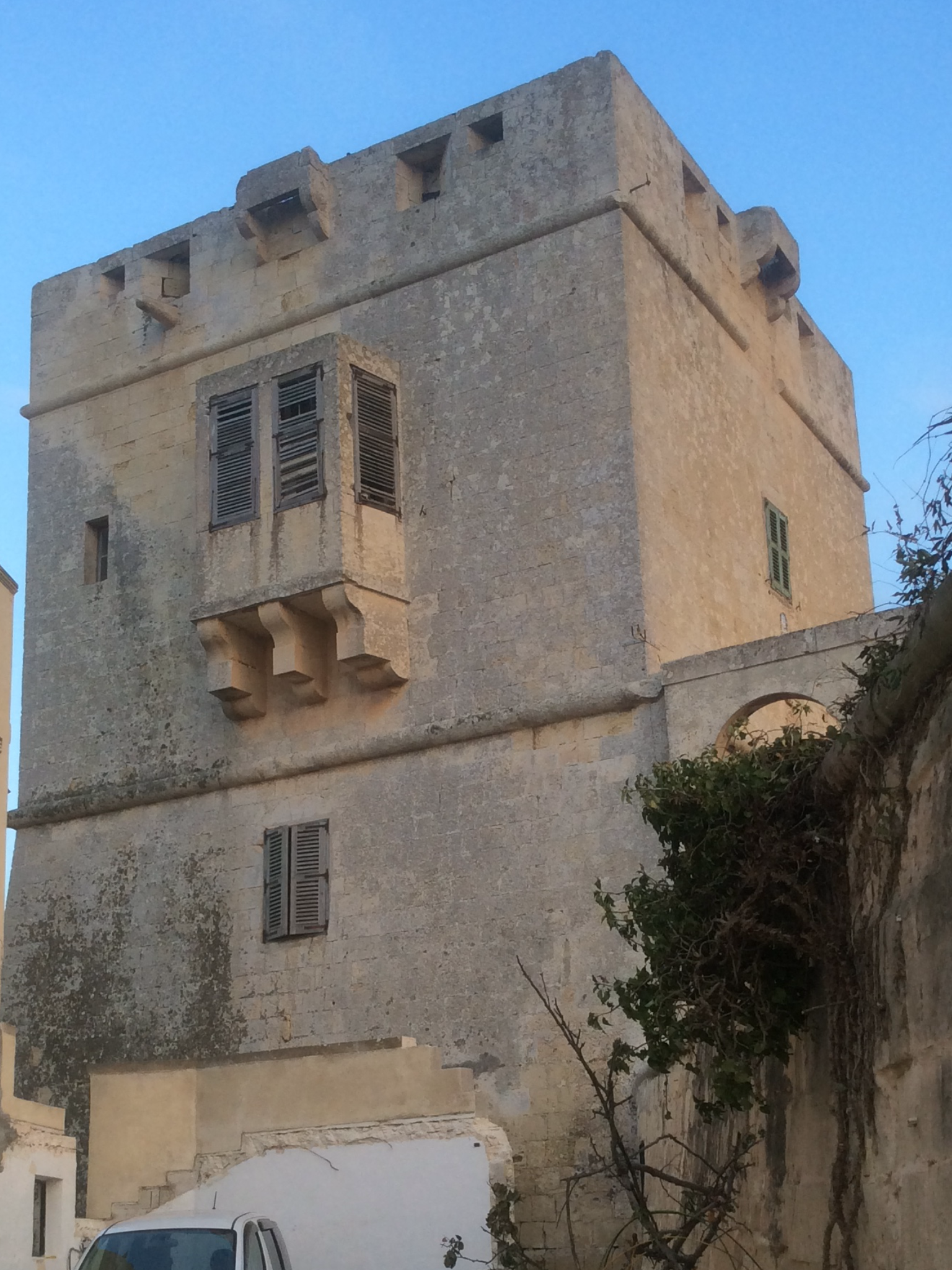
Captain’s Tower in Naxxar

Captain’s Tower (maltesisch It-Torri tal-Kaptan, auch Capitano Tower) ist ein Wohnturm in Naxxar auf Malta.

## Geschichte
Der Turm wurde um 1550 unter der Herrschaft des Großmeisters Jean de la Valette erbaut, um dem Hauptmann des Naxxar-Regiments der Inselmiliz als Wohnung zu dienen. Dies war notwendig geworden, nachdem die Requirierung des Gauci Tower fehlgeschlagen war.
Der gut erhaltene Turm befindet sich in Privatbesitz und ist für die Öffentlichkeit nicht zugänglich.

## Architektur
Der Captain’s Tower ist ein rechteckiges Steingebäude mit drei Stockwerken, die steinerne Bögen aufweisen. An den vier Gebäudeseiten sind in Dachhöhe mittig Wehrerker mit Maschikulis (maltesisch galleriji tal-misħun) angebracht, welche die Hauptverteidigungsanlage des Turms darstellten. Eine Besonderheit ist der auf dem Dach stehende Taubenschlag, der Brieftauben zur Kommunikation mit der Kommandantur in Mdina und später mit Valletta beherbergte.